# Johnny Dingle
Johnny Dingle (Miami, 9 novembre 1984) è un ex giocatore di football americano statunitense, che ha giocato come defensive lineman.
Dopo aver giocato per la squadra universitaria statunitense degli West Virginia Mountaineers passa attraverso due roster di offseason prima di giocare una stagione con gli Abilene Ruff Riders e successivamente tornare in un altro roster di offseason.

## Palmarès
- 1 Mondiale (2011)